# Kombinacja norweska na Mistrzostwach Świata w Narciarstwie Klasycznym 1989
Zawody w kombinacji norweskiej na XXIV Mistrzostwach świata w narciarstwie klasycznym odbyły się w dniach 18–24 lutego 1989 w fińskim Lahti.

## Wyniki

### Gundersen K 90/15 km
- Data 18 lutego 1989

| Medal | Zawodnik            | Narodowość     | Wynik   |
| ----- | ------------------- | -------------- | ------- |
|       | Trond Einar Elden   | Norwegia       | 37:10,7 |
|       | Andriej Dundukow    | ZSRR           | 39:40,6 |
|       | Trond-Arne Bredesen | Norwegia       | 40:15,0 |
| 4     | Hippolyt Kempf      | Szwajcaria     | 40:40,3 |
| 5     | Miroslav Kopal      | Czechosłowacja | 40:58,8 |
| 6     | Jyri Pelkonen       | Finlandia      | 40:59,0 |
| 7     | Thomas Abratis      | NRD            | 41:07,9 |
| 8     | Allar Levandi       | ZSRR           | 41:08,2 |
| 9     | Thomas Müller       | RFN            | 41:09,0 |
| 10    | Klaus Ofner         | Austria        | 41:14,6 |
| ...   |                     |                |         |
| 22    | Stanisław Ustupski  | Polska         | 42:17,9 |
| 36    | Roman Groński       | Polska         | 44:38,7 |

### Sztafeta 3 × 10 km
- Data 24 lutego 1989

| Medal | Zawodnik                                                | Narodowość     | Wynik     |
| ----- | ------------------------------------------------------- | -------------- | --------- |
|       | Trond Einar Elden Trond-Arne Bredesen Bård Jørgen Elden | Norwegia       | 1:24:21,7 |
|       | Andreas Schaad Hippolyt Kempf Fredy Glanzmann           | Szwajcaria     | 1:26:06,0 |
|       | Ralph Leonhardt Bernd Blechschmidt Thomas Abratis       | NRD            | 1:26:10,1 |
| 4     | Allar Levandi Andriej Dundukow Sergiej Zawiałow         | ZSRR           | 1:26:33,5 |
| 5     | Günther Csar Klaus Ofner Klaus Sulzenbacher             | Austria        | 1:27:58,2 |
| 6     | Jaroslav Kerda Miroslav Kopal František Repka           | Czechosłowacja | 1:28:43,3 |
| 7     | Thomas Müller Hubert Schwarz Thomas Dufter              | RFN            | 1:29:10,1 |
| 8     | Jukka Ylipulli Sami Leinonen Jyri Pelkonen              | Finlandia      | 1:29:23,7 |

Polacy nie startowali.